# Перейра да Силва, Норивал
Норивал Перейра да Силва (порт.-браз. Norival Pereira da Silva; 5 июня 1917, Рио-де-Жанейро — дата смерти неизвестна) — бразильский футболист, центральный защитник.

## Карьера
Начал карьеру в 1935 году в клубе «Мадурейра». С 1937 года клуб стал выступать в объединённом чемпионате штата Рио-де-Жанейро. В 1940 году Норивал перешёл в состав «Флуминенсе», лидера футбола тех лет, трижды подряд выигравшего чемпионат Рио. «Флуминенсе», уступивший в 1939 году титул чемпиона штата клубу «Фламенго», искал возможность укрепление состава, частью которого стал приход Норивала в центр обороны клуба. В первом же сезоне Норивал помог клубу выиграть чемпионат штата, а через год повторил это достижение. За «Флуминенсе» Норивал выступал 5 лет, с перерывом в три игры в составе «Фламенго».
В 1945 году Норивал перешёл в состав «Фламенго». Его дебютной игрой стал матч за три года до этого, 5 апреля 1942 года с «Канто-до-Рио», в котором его команда победила 6:0. Первой игрой после возвращения в состав «Менго» стал матч с «Коринтиансом», в котором его клуб пропустил 4 гола. За «Фламенго» Норивал играл на протяжении 5 лет, в этот период клуб трижды становился бронзовым призёром чемпионата Рио и один раз занял второе место. Футболист провёл за клуб 140 матчей и забил 1 гол, 10 августа 1947 года в ворота «Оларии».
Затем Норивал провёл несколько матчей за «Коринтианс», а завершил карьеру в колумбийском клубе «Атлетико Хуниор».
С 1940 по 1946 год Норивал выступал за сборную Бразилии, в составе которой провёл 20 матчей и забил 1 гол, 29 января 1946 года на Кубке Америки в ворота Парагвая, принеся своей команде ничью 1:1. Норивал был участником трёх чемпионатов Южной Америки, на которых дважды занимал второе, а один раз третье место. Единственным его достижением в составе сборной стал выигрыш Кубка Рока в 1946 году.
Завершив карьеру футболиста Норивал поселился в Нова-Игуасу, где он открыл ресторан.

## Награды
- Чемпион штата Рио-де-Жанейро: 1940, 1941
- Обладатель Кубка Рока: 1946